# Étang des Noues
L'Étang des Noues, situé à Cholet en Maine-et-Loire, est le deuxième espace récréatif en milieu aquatique de l'agglomération choletaise, après l'ensemble des lacs de Ribou et du Verdon.

## Reconversion

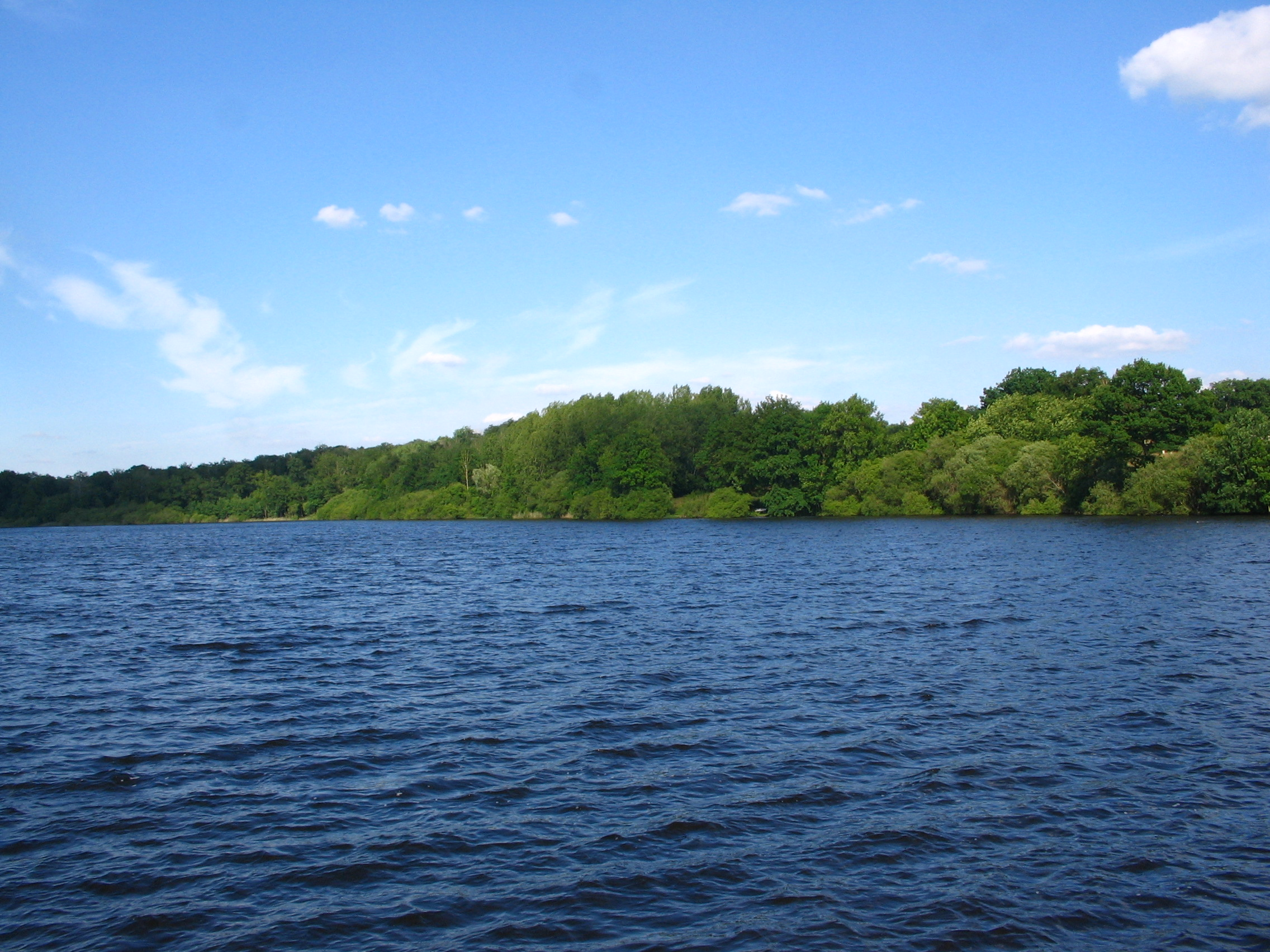
Vue sur l'étang des Noues.

Au départ se trouve une carrière, comblée par les eaux de ruissellement. La ville de Cholet acquiert le site au début des années 1930. L'étang des Noues, dont une partie de l'alimentation se fait depuis une source au fond de l'étang, perd peu à peu son rôle de pourvoyeur d'eau à destination de la population et industries choletaises, plus encore après l'entrée en fonction de l'usine alimentée par le lac de Ribou, en 1958 ce dernier étant lui-même alimenté par le barrage du Verdon.
En 2016 c'est un plan d'eau de 35 ha, pour un volume d'un million m3, peu profond (2,5 m en moyenne), enchâssé dans le massif forestier de Nuaillé-Chanteloup. Sur le lac on pratique différents types de pêches, du ski nautique.
Sur les berges, on trouve des activités plus classiques comme un parcours de santé, de multiples sentiers de randonnée, un centre d'équitation, du vélo tout-terrain (VTT), un centre de vacances et de loisirs et un centre d'entraînement associatif de terre-neuves (chiens de secours en milieu aquatique).
Bien que le périmètre ait subi les effets de l'anthropisation, on trouve sans peine des secteurs vierges, sous forme de nombreux marécages.